# Joseph Nasi
Joseph Nasi, hebräisch דון יוסף נשיא, christlicher Taufname João Miquez (auch Miques) (geboren 1524 in Portugal; gestorben am 2. August 1579 in Istanbul) war ein jüdischer Diplomat, Bankier und Finanzberater am Hof der osmanischen Sultane Süleyman I. und Selim II. In seinem bewegten Leben führte er unterschiedliche Namen: portugiesisch João Miquez in Portugal, italienisch Giovanni Miches in Venedig, kastilisch Juan Miguez in Spanien und Flandern und Joseph Nasi oder Jusuff Nassy in Konstantinopel. 1566 wurde er von Selim II. zum Herzog (Duca) von Naxos und der Kykladen ernannt. Außerdem wurde er zum Herrn von Tiberias in Palästina ernannt, wo er erneut Juden ansiedeln wollte. Er forcierte einen Krieg der Osmanen gegen die Republik Venedig und die Heilige Liga, der von der Liga in der Schlacht von Lepanto zwar gewonnen wurde, bei dem die Republik Venedig jedoch die Insel Zypern, einen wichtigen Stützpunkt ihres Handelsnetzes, verlor. Nach Selims Tod verlor er seinen Einfluss bei Hofe, behielt aber seine Titel und Einkünfte bis zu seinem Tod.

## Leben

### Frühe Jahre
Joseph Nasi wurde in eine wohlhabende marranische Familie geboren; zum Zeitpunkt seiner Geburt nennen die Quellen unterschiedliche Daten, wie überhaupt Angaben über seine Familie häufig differieren und nicht immer zuverlässig scheinen. Joseph verlor seinen Vater in frühen Jahren und wuchs bei seiner Tante Beatrice Mendes de Luna auf. Er kam zusammen mit Beatrice (jüdischer Name Gracia Nasi) und deren Tochter Brianda (auch Ana Reyna genannt) wegen der Inquisition in Portugal und Spanien nach Antwerpen, wo bereits eine andere Tante, Brianda Mendes de Luna, lebte, deren Tochter ebenfalls Beatrice hieß. Er studierte an der Universität zu Löwen. Die Familie lebte in den habsburgischen Niederlanden in wohlhabenden Verhältnissen und pflegte gute Beziehungen zur Antwerpener Aristokratie. Zu ihren Schuldnern gehörte die Schwester Karls V., Maria von Ungarn, die seit 1531 Statthalterin der Niederlande war. Die Familie stand indes immer unter dem Verdacht der Häresie, da in ihr heimlich das Judentum praktiziert wurde.
Als Franz von Aragón, ein Günstling Karls V., um die Hand der schönen, reichen Brianda de Luna warb, verließen die Frauen der Familie insgeheim Antwerpen, während Joseph Nasi in den Niederlanden blieb, um weiterhin die Geschäfte der Familie zu verwalten. Nach und nach transferierte er ihr Vermögen nach Frankreich und ins Römisch-Deutsche Reich, um dann den Frauen des Hauses zu folgen, die mittlerweile in Venedig lebten.
Die Familie Mendes hatte auf Beschluss des Rates der Zehn der Republik Venedig 1545 die Erlaubnis erhalten, sich mit ihren Wirtschaftsgütern und Unternehmen sowie mit mehr als dreißig Personen in der Lagunenstadt niederzulassen.

### Venedig
Die Familie lebte ab 1544 aufgrund eines Freibriefs (salvacondotto) des Rates der Zehn in der Republik Venedig. Verwalterin des Familienvermögens war allein Beatrice Mendes. Fünf Jahre lang prozessierte ihre Schwester Brianda vor venezianischen Gerichten um ihren Anteil. Zweimal wurde Beatrice dazu verurteilt, die Hälfte des Familienvermögens in der Zecca, der venezianischen Münze, bis zur Volljährigkeit ihrer Nichte Beatrice zu hinterlegen. Der Urteilsspruch wurde in Venedig mit Genugtuung aufgenommen, da sich mancher Nobile Hoffnungen auf die schöne Beatrice und ihr Vermögen machte. Beatrice de Luna, die sich später Gracia Nasi nannte, floh, als ihr heimlich praktiziertes Judentum entdeckt wurde, an den Hof des liberal gesinnten Ercole d’Este in Ferrara, und kurz darauf folgte wegen neuer Pressionen Venedigs gegen die marranische Gemeinde auch Brianda. Nach einem „Waffenstillstand“ der Schwestern kehrten beide nach Venedig zurück, wurden aber sofort nach ihrer Rückkehr unter Zwangsarrest gestellt, da die Serenissima den Abzug des Mendes-Vermögens aus der Republik befürchtete. Die Familie plante in der Tat den Umzug nach Konstantinopel.
Damit erhielt der Geschwisterstreit unerwartet eine neue Dimension, da es in der Folgezeit zu diplomatischen Interventionen der Hohen Pforte, des osmanischen Hofes, kam. Nachdem Beatrice de Luna (Gracia Nasi) im Juni 1552 100.000 Golddukaten in der Zecca hinterlegt hatte, wurde ihr schließlich der Umzug mit ihrer Tochter Brianda, die sich inzwischen Reyna nannte, nach Konstantinopel gestattet.

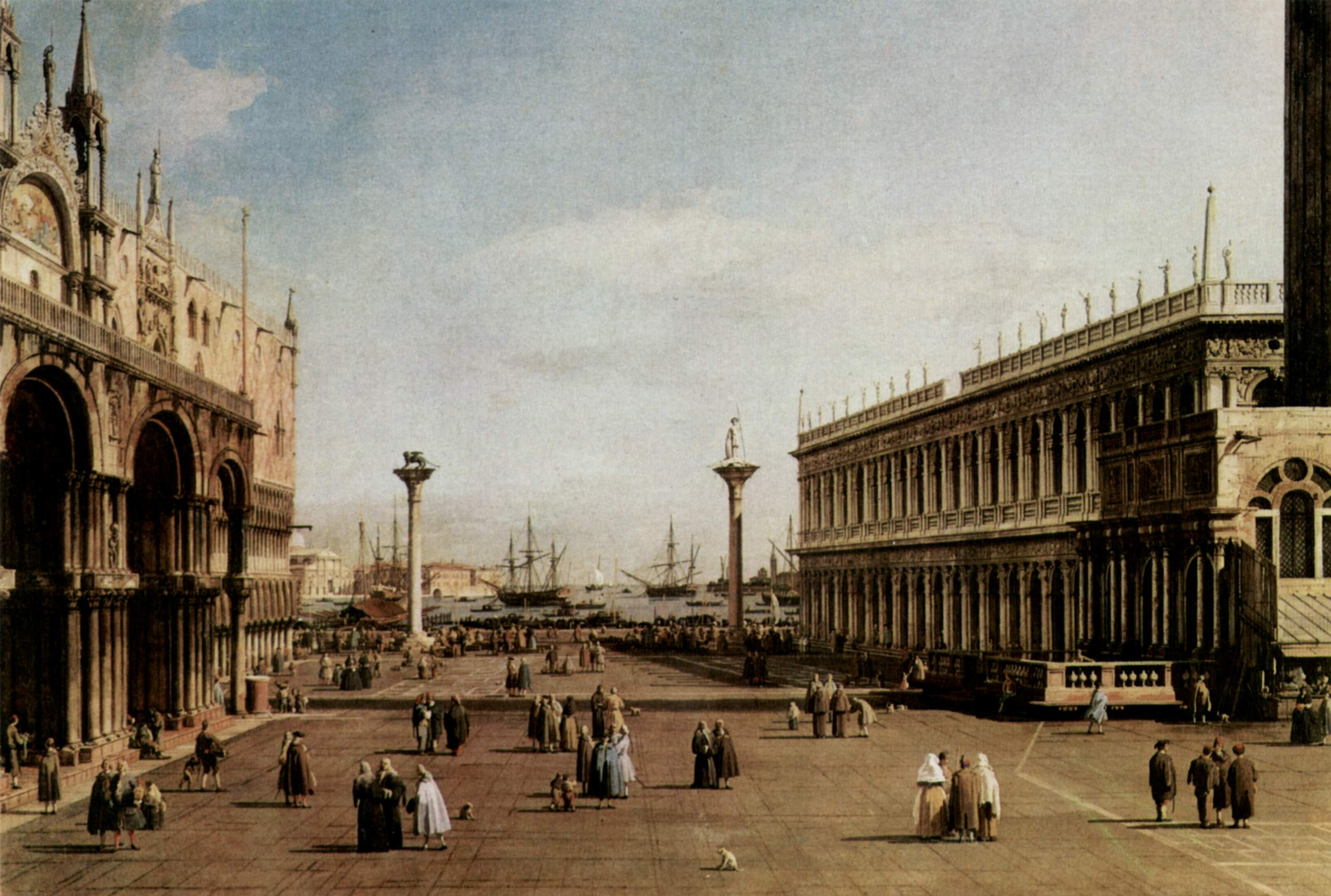
Piazzetta mit den beiden Säulen, zwischen denen in Venedig Landesverräter hingerichtet und öffentlich zur Schau gestellt wurden

Im Januar des folgenden Jahres entführte Joseph Nasi seine Cousine Beatrice aus Venedig, wurde in Faenza gefasst und nach Ravenna gebracht. Das Paar blieb zwar unbehelligt, Joseph wurde aber auf Beschluss des Senates für immer vom venezianischen Territorium einschließlich aller mediterranen Besitzungen der Republik verbannt, unter der Androhung, zwischen den Säulen der Piazzetta gehängt zu werden, sollte er zurückkehren; nur die höchsten Behörden Venedigs sollten dieses Urteil einstimmig revidieren können. Nasi reiste daraufhin nach Rom, um vom Papst die Aufhebung der Verbannung zu erreichen, worauf der Papst einen Nuntius in die Lagunenstadt entsandte. Dieser blieb jedoch erfolglos, die Pressionen gegen Josephs Mitarbeiter und Günstlinge wurden sogar noch verschärft.

### Am osmanischen Hof
Auf Vermittlung des jüdischen Arztes Moses Hamon, des Leibarztes von Sultan Suleiman, der sich schon um die Freilassung der Familie und die Freigabe ihres Vermögens bemüht hatte, übersiedelte die Familie nach Konstantinopel. Beatrice zog dort mit großem Pomp ein, und 1554 traf auch Joseph Nasi mit einem Gefolge von Leibwächtern, Dienern in Livrée und rund 500 Marranen ein. Er bekannte sich offen zur jüdischen Religion wie schon vorher Beatrice und ließ sich beschneiden. Er heiratete seine Cousine Reyna nach jüdischem Ritus und bezog mit ihr und Beatrice einen prächtigen Palast, den Belvedere mit Sicht auf den Bosporus.

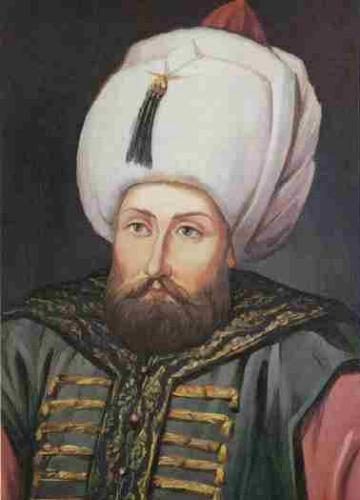
Selim II.

Nun begann Joseph Nasis politische Karriere im Dienste des osmanischen Sultans, Suleiman des Prächtigen, der neben Joseph Nasis Finanzkraft auch dessen hervorragende wirtschaftliche und politische Verbindungen in ganz Europa und dessen Vertrautheit mit der Mentalität der christlichen Reiche zu schätzen wusste.
Joseph gelang es bald, in Kontakt zu Selim, einem der Söhne Suleimans und Bewerber um die Thronfolge, zu treten. In den Intrigen um die Nachfolge, die sich zwischen Selims Partei und den Anhängern seines jüngeren Bruders Bayazhid entsponnen, schlug sich Nasi auf Selims Seite und unterstützte ihn insbesondere durch Fürsprache bei Suleiman. Aus dem Bruderzwist ging Selim als Sieger hervor, Bayazhid floh nach Persien und wurde dort zusammen mit seinen Söhnen ermordet. 1566 trat Selim als Selim II. die Regierung an. Er belohnte Joseph Nasi für seine Dienste mit der Herrschaft über das Herzogtum Naxos. Joseph befand sich auf dem Gipfel seiner wirtschaftlichen und politischen Macht.

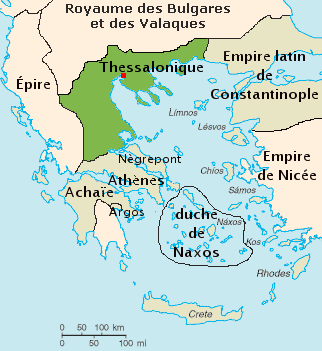
Herzogtum (Duca) von Naxos.

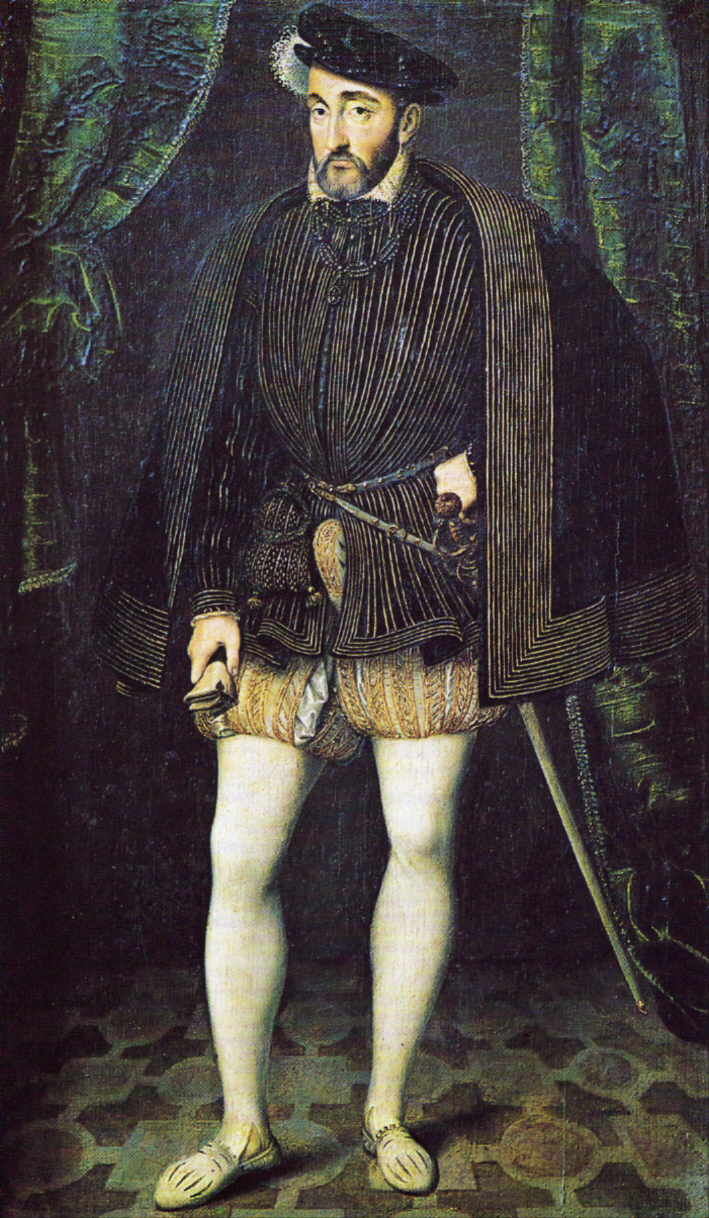
Heinrich II. 1560/80

Neben den sich eröffnenden Möglichkeiten der Beeinflussung der europäischen Politik zugunsten der Hohen Pforte und der Sicherung der osmanischen Vorherrschaft im Mittelmeer sah Joseph Nasi für sich persönlich die Chance, offene Rechnungen mit europäischen Mächten zu begleichen, besonders mit der Republik Venedig und dem hochverschuldeten französischen König Heinrich II.
1540 hatte Joseph dem französischen König, der wegen der andauernden Auseinandersetzungen mit den Habsburgern um die Vorherrschaft in Europa in Zahlungsschwierigkeiten war, 150.000 Dukaten geliehen. Dieser weigerte sich jedoch, die Schulden zurückzuzahlen. Mit Einwilligung des Sultans ließ Joseph französische Handelsschiffe beschlagnahmen. Frankreich musste nachgeben, und es kam zu einer finanziellen Einigung mit der Hohen Pforte. Joseph Nasi unterstützte mit dem vom französischen König eingenommenen Geld die revoltierenden Calvinisten in den Niederlanden.
1556 beteiligte sich Joseph gemeinsam mit seiner Tante am Boykott des Hafens von Ancona, um die Verfolgung der dortigen Marranen zu bestrafen. In Venedig galt unterdessen immer noch der Erlass, der ihm mit Hinrichtung drohte. Daher versuchte Joseph auf diplomatischem Weg, die Aufhebung des Erlasses zu erwirken. Als die Venezianer einen Entscheid verschleppten, erhöhte Joseph den Druck mithilfe des osmanischen Botschafters. 1567 annullierte schließlich der Rat der Zehn das Urteil über den ehemaligen Bürger der Republik aus Furcht vor osmanischen Repressalien.

### Das Zypernproblem
Für die Hohe Pforte und ihren Anspruch auf die Vorherrschaft im Mittelmeer stellte die seit Caterina Cornaros Tod in venezianischem Besitz befindliche Insel Zypern eine Bedrohung dar. Joseph Nasi gehörte zu jener Partei am osmanischen Hof, die auf eine kriegerische Lösung hinarbeitete. Venedig, das sich der osmanischen Begehrlichkeiten bewusst war, hatte die Insel nach den neuesten Erkenntnissen der Kriegstechnik befestigt. Zudem wurden alle Juden von der Insel vertrieben, da sie im Verdacht standen, mit Joseph Nasi und den Osmanen zu kollaborieren. Auch als 1569 in Venedig das Arsenal in Flammen aufging, verdächtigte man Juden einer von Joseph Nasi angestifteten Sabotage. Im März des folgenden Jahres meldete der osmanische Botschafter bei der Signoria, dem Kleinen Rat der Republik Venedig, Ansprüche der Osmanen auf die Insel Zypern an und wollte in Verhandlungen treten, doch stieß er bei den Venezianern auf taube Ohren. Im gleichen Sommer lief die türkische Flotte nach Zypern aus und eroberte zunächst Nikosia, dann die ganze Insel.
Auf Initiative von Papst Pius V. kam es zu einer Neugründung der Heiligen Liga, deren Beteiligte jedoch untereinander zerstritten waren und mit unterschiedlichem Engagement in den Kampf zogen. Italiener und Spanier misstrauten einander, und Venedig, das im Grunde nicht auf seinen alten Handelspartner verzichten wollte, suchte immer wieder nach einer Einigung mit den Osmanen. Josephs Konkurrent bei Hofe, Sokollu Mehmed Pascha, befürchtete durch den Krieg Einbußen im Levantehandel und zog einer fatalen Schwächung Venedigs die friedliche Einigung mit dem Gegner vor.
Die Entscheidung fiel 1571 in der Schlacht von Lepanto, bei der die osmanische Flotte zwar vernichtend geschlagen wurde, die anti-osmanische Liga jedoch strategische Fehler beging und ihren Sieg nicht zu nutzen verstand. So gelangte Venedig zwar vorübergehend wieder in den Besitz der Insel, war aber de facto der Verlierer im hundertjährigen Ringen mit den Osmanen um die Vorherrschaft im östlichen Mittelmeer. Damit hatte Joseph Nasi sein Ziel – die Demütigung Venedigs – erreicht.

### Die letzten Jahre
Lepanto scheint das Ende von Josephs politischer Karriere zu sein, es gibt kaum Quellen über seine letzten Lebensjahre, und seine Spuren verlieren sich. Bei Hofe setzte sich Sokollu, sein Gegenspieler, durch; dieser regierte bis zum Tod Sultan Selims und blieb auch noch unter dessen Nachfolger im Amt. 
Nach Joseph Nasis Tod am 2. August 1579 enteignete der Sultan die Witwe bis auf 90.000 Dinar, die in der Ketubba, ihrem Ehevertrag, festgeschrieben waren. Mit dieser Summe gründete Dona Reyna eine Druckerei zur Herausgabe von Schriften in hebräischer Sprache, erst in ihrer Residenz Belvedere in Ortaköy, später in Kuru Çeşme, einem Vorort Konstantinopels.

## Die Besiedlung von Tiberias
Am geläufigsten ist der Name Joseph Nasi im Zusammenhang mit seinem Versuch, die Stadt Tiberias ab 1561 neu zu besiedeln – der erste praktische Versuch, wieder ein jüdisches Zentrum in Palästina zu schaffen.

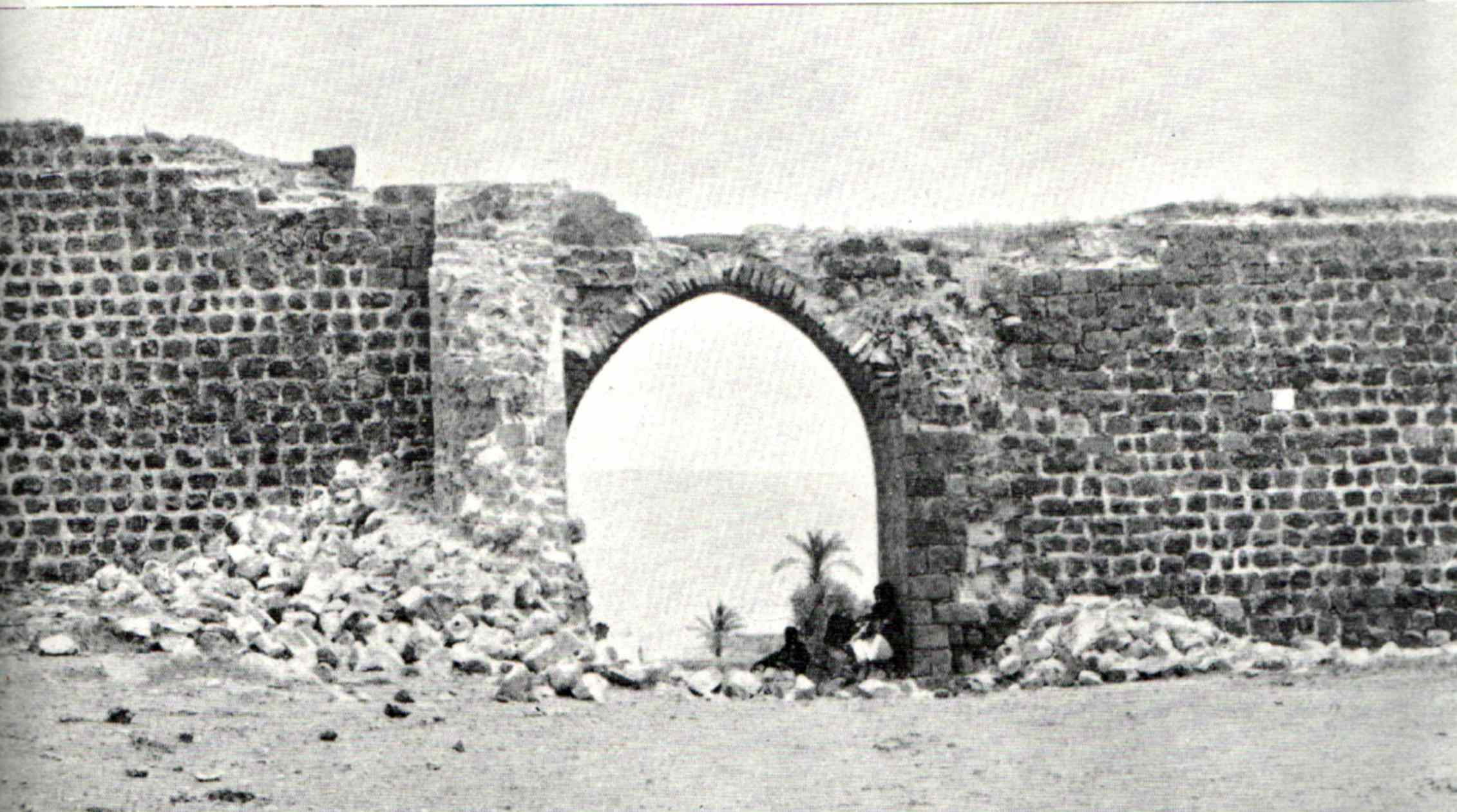
Ruinen der Stadtmauer von Tiberias, Foto 1894

Nachdem sich Selim in seinem Kampf um die Nachfolge im Sultanat mit Unterstützung Joseph Nasis durchgesetzt hatte, zeigte er seine Dankbarkeit, indem er den amtierenden Sultan überredete, Joseph die Herrschaft über ein Gebiet am See Genezareth zu übertragen. Joseph selbst besuchte sein Territorium nie, aber er ließ die Stadt Tiberias renovieren und ihre Verteidigungsmauern wieder aufbauen. Involviert war auch seine Tante, Gracia Nasi, die als erfolgreiche Geschäftsfrau und Wohltäterin in die Geschichte der Sepharden einging. Jüdischen Flüchtlingen boten sie an, sich in Tiberias niederzulassen, und organisierte den Transport der Emigranten auf dem Seeweg von Italien nach Palästina. Trotzdem hatte das Projekt einen geringen Erfolg. Nur wenige wollten in ein unbekanntes Land übersiedeln, in dem die Lebensbedingungen ein karges Dasein versprachen. Auch die ansässige Bevölkerung war über die neuen Siedler nicht erfreut, und die ökonomischen Voraussetzungen besserten sich nicht, selbst als Joseph Maulbeerbäume zur Gründung einer Seidenindustrie anpflanzen ließ. Zudem war die Fahrt über das Mittelmeer gefährlich, da Schiffe immer wieder von Piraten angegriffen wurden. Mit dem Krieg des Osmanischen Reiches gegen die Republik Venedig kam der Ausbau der jüdischen Ansiedlung in Palästina zum Erliegen.

## Belletristik
- Waldtraut Lewin: Die Jüdin von Konstantinopel. Roman. Knaur-Taschenbuch-Verlag, München 2010. ISBN 978-3-426-50430-7